# NGC 1983
NGC 1983 is een open sterrenhoop in de Grote Magelhaense Wolk in het sterrenbeeld Goudvis. Het hemelobject werd op 11 november 1836 ontdekt door de Britse astronoom John Herschel.

## Synoniemen
- ESO 56-SC133